# Équipe d'Ukraine masculine de basket-ball
Cet article traite de l'équipe masculine. Pour l'équipe féminine, voir Équipe d'Ukraine féminine de basket-ball.
Maillots
L’équipe d’Ukraine de basket-ball est la sélection des meilleurs joueurs ukrainiens de basket-ball. Elle est placée sous l'égide de la Fédération d'Ukraine de basket-ball.

## Histoire

### L'indépendance
Avant l'indépendance de l'Ukraine de l'Union soviétique en 1991, des joueurs ukrainiens participaient à des compétitions internationales au sein de l'équipe nationale soviétique. À cette époque, l'URSS était l'une des équipes nationales les plus performantes au monde.
Après son indépendance en 1991, l'équipe participa pour la première fois à une grande compétition internationale en 1997 au championnat d'Europe.

## Parcours aux Jeux olympiques
- 1992 : Non qualifiée
- 1996 : Non qualifiée
- 2000 : Non qualifiée
- 2004 : Non qualifiée
- 2008 : Non qualifiée
- 2012 : Non qualifiée
- 2016 : Non qualifiée
- 2020 : Non qualifiée
- 2024 : Non qualifiée

## Parcours aux Championnats du Monde
- 1994 : Non qualifiée
- 1998 : Non qualifiée
- 2002 : Non qualifiée
- 2006 : Non qualifiée
- 2010 : Non qualifiée
- 2014 : 18e
- 2019 : Non qualifiée
- 2023 : Non qualifiée

## Parcours aux Championnats d'Europe des Nations

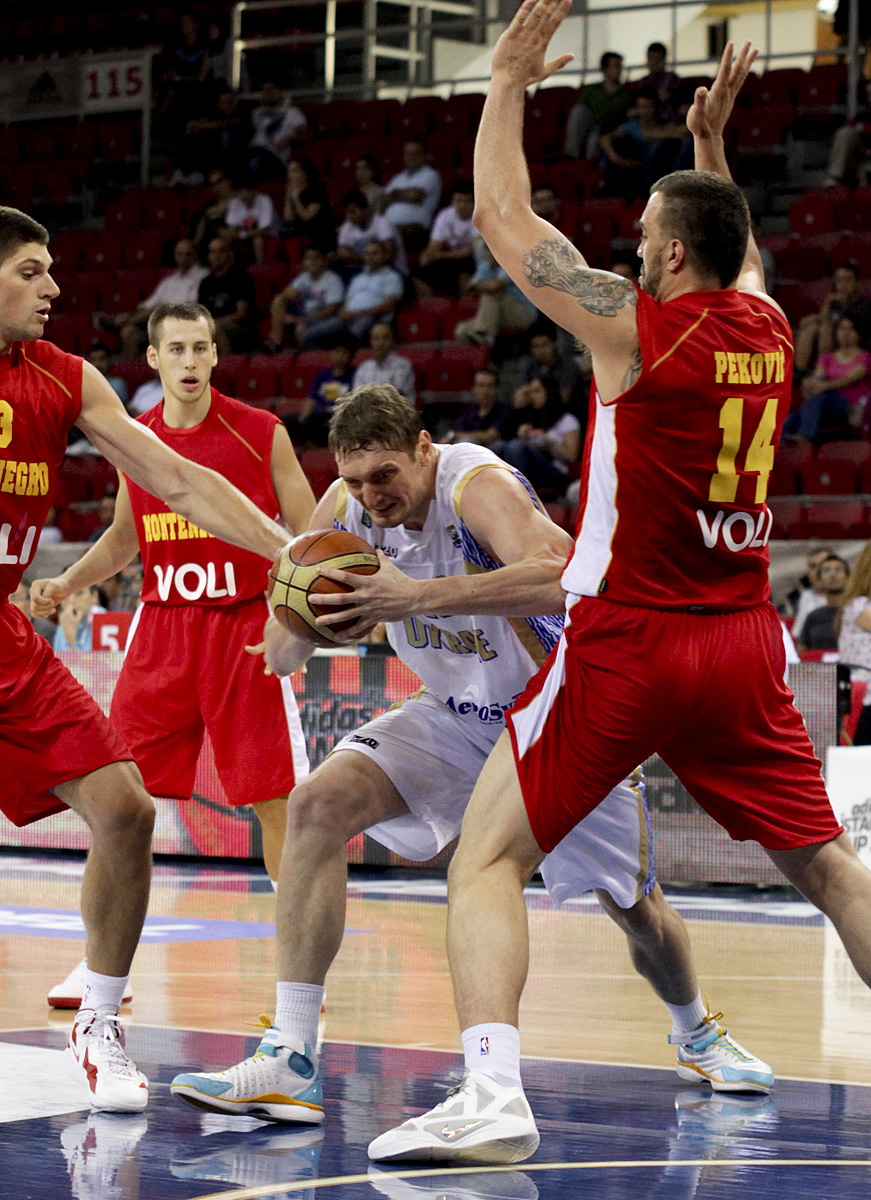
Serhiy Lichtchouk face au Monténégro en 2011

- 1993 : Non qualifiée
- 1995 : Non qualifiée
- 1997 : 13e
- 1999 : Non qualifiée
- 2001 : 14e
- 2003 : 16e
- 2005 : 16e
- 2007 : Non qualifiée
- 2009 : Non qualifiée
- 2011 : 17e
- 2013 : 6e
- 2015 : 21e
- 2017 : 16e
- 2022 : 12e
- 2025 : Non qualifiée

## Effectif
Effectif lors du Championnat d'Europe 2022 :

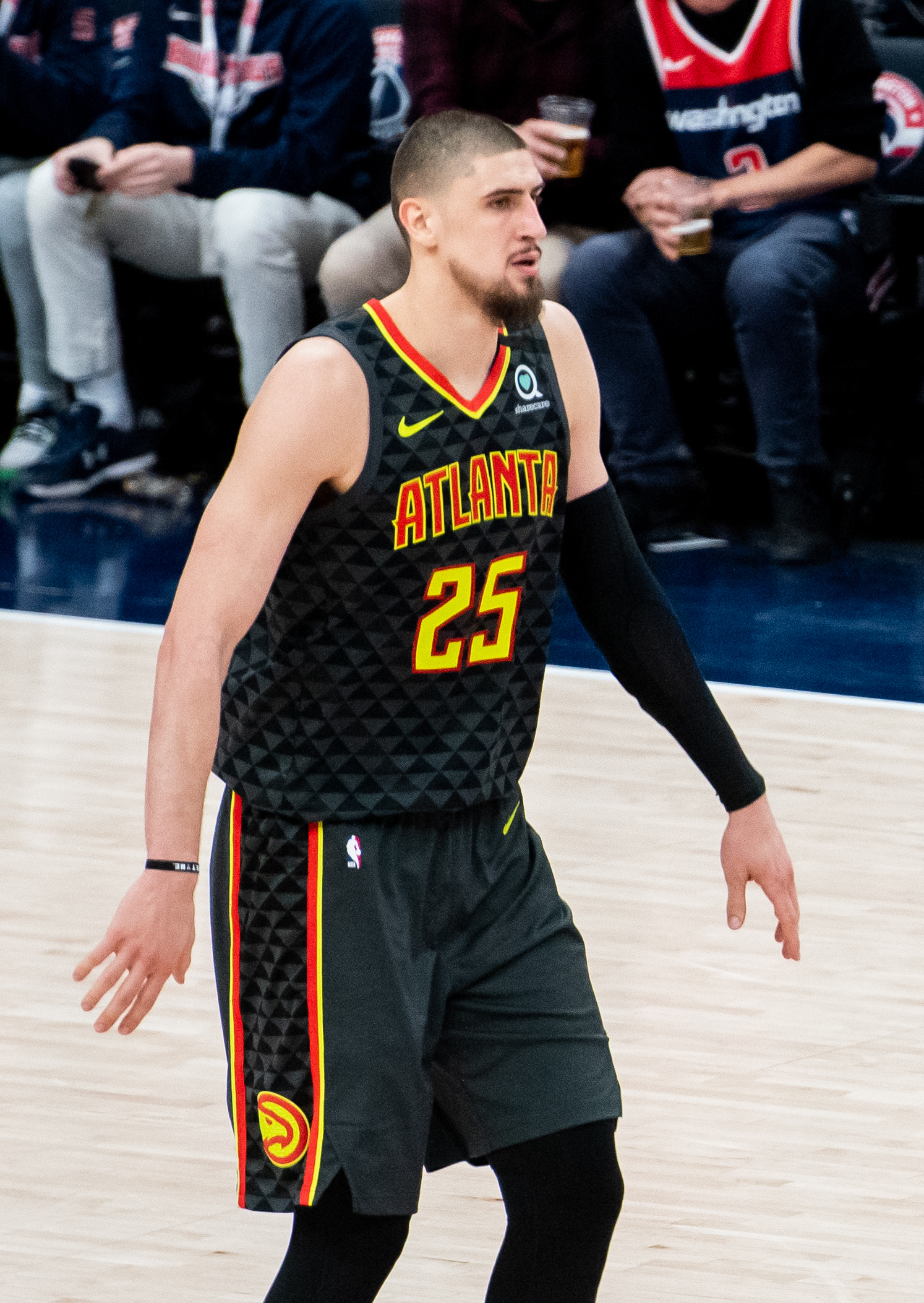
Alex Len

| Numéro | Joueur                 | Poste | Naissance         | Taille | Club 2021-2022              |
| ------ | ---------------------- | ----- | ----------------- | ------ | --------------------------- |
| 5      | Ivan Tkachenko         | SG    | 23 avril 1997     | 1,97 m | Helsinki Seagulls           |
| 7      | Denys Loukachov        | PG    | 30 avril 1989     | 1,87 m | BC Prometey                 |
| 10     | Sviatoslav Mykhaïliouk | SF    | 14 juin 1997      | 2,01 m | Raptors de Toronto          |
| 13     | Viatcheslav Bobrov     | PF/C  | 19 septembre 1992 | 2,02 m | Nanterre 92                 |
| 23     | Artem Pustovyi         | C     | 25 juin 1992      | 2,18 m | CB Gran Canaria             |
| 25     | Alex Len               | C     | 16 juin 1993      | 2,13 m | Kings de Sacramento         |
| 30     | Issuf Sanon            | PG    | 30 octobre 1999   | 1,94 m | KK Šiauliai                 |
| 32     | Bogdan Bliznyuk        | SG/SF | 31 mars 1995      | 1,98 m | Boudivelnyk Kiev            |
| 44     | Dmytro Skapintsev      | C     | 12 mai 1998       | 2,06 m | Pieno žvaigždės             |
| 45     | Vitaliy Zotov          | PG    | 3 mars 1997       | 1,88 m | VEF Riga                    |
| 52     | Volodymyr Gerun        | PF/C  | 25 mars 1994      | 2,08 m | Büyükçekmece Basketbol      |
| 55     | Illya Sydorov          | PG    | 4 décembre 1996   | 1,82 m | GBA Lions Jindrichuv Hradec |

Sélectionneur :  Ainars Bagatskis